# Longhaas

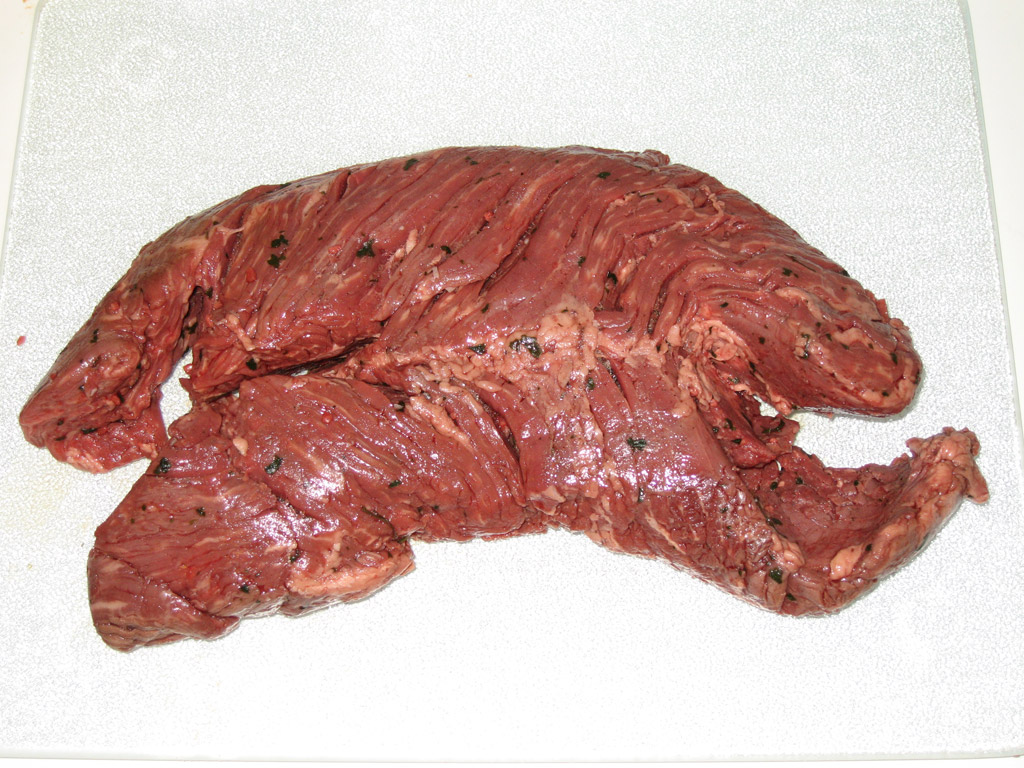
Gemarineerde rauwe longhaas. De twee verbonden spieren zijn goed te herkennen.

De longhaas is de spier van het rund die de longen laat bewegen. Eigenlijk gaat het om een onderdeel van het middenrif: twee kleinere spieren in een V-vorm, die met elkaar verbonden zijn door een sterk vlies of membraan. 

Ligging van de longhaas

Andere benamingen zijn kraaibiefstuk, beenhouwersbiefstuk, schorsvel en karweivlees, omdat de slachters dit betrekkelijk kleine stukje vlees (er zit circa één kilo aan een rund) mochten houden als (extra) vergoeding voor hun werk. In Frankrijk en België is de longhaas bekend als onglet de boeuf en geliefd vanwege de lange draad.
De longhaas is in het buitenland geliefder dan in Nederland. In de VS kent men de longhaas als Hanging Tender, die populair is voor op de barbecue of in de oven.
Longhaas wordt wel verward met jodenhaas, maar die bevindt zich juist tussen de schouders van het rund.